# 竹内功
竹内 功（たけうち いさお、1951年〈昭和26年〉12月18日 - ）は、日本の政治家、建設・国土交通官僚。参議院議員（1期）、鳥取県鳥取市長（3期）を務めた。

## 概要
鳥取県鳥取市生まれ。鳥取県立鳥取西高等学校を経て、東京大学法学部卒業。1974年、建設省（現国土交通省）に入省。
2002年4月7日に行われた鳥取市長選挙に出馬。現職の西尾迢富ら3候補を破り、初当選を果たした。同年4月15日、市長就任。
2006年再選
2010年3選。
2012年8月14日夜、鳥取しゃんしゃん祭の閉会式で、高さ１メートルの仮設ステージで挨拶し階段を下りる際にバランスを崩し、転落する
2012年5月、「耐震改修を実施」と「新築移転」の２択で実施された住民投票に際し、住民投票の結果を尊重すると公言していた。住民投票の結果は「耐震改修案」であったが、その後2013年に市議会で新築移転に方針転換することを表明し、耐震改修派の住民から「住民投票結果を軽視するものだ」との反発の声が多く上がっている。また、「移転を推進する為に、市役所が行う地盤調査の結果について恣意的に詳らかにしていないのではないか？」という疑惑が住民投票より前の時期から存在し、実際に市役所に行けば閲覧可能である。
2013年11月26日、住民投票を無視したことで再選の可能性が薄れた為、「庁舎の新築移転は新しい市長が実現する方がより円滑に実現出来ると考えたこと」を理由に出馬しない意向を表明した。
2014年4月14日、任期満了により退任。
2016年7月に行われた第24回参議院議員通常選挙に比例区から自民党より立候補した。鳥取県選挙区と島根県選挙区が合同選挙区の鳥取県・島根県選挙区になったことを受け、自民党は鳥取県・島根県選挙区の地方区では島根県出身の青木一彦を擁立し、比例区では鳥取県出身者を参議院に送り出すために自民党鳥取県連が中心となって竹内を擁立して鳥取県と島根県の業界票を集中させることで、選挙区合区で失う議席の補填とした。通常は自民党の参議院比例名簿は五十音順であるが、合区対象の県の比例当選を優先させるべく、例外的に鳥取県出身の竹内が比例名簿順位2番目に記載された（比例名簿順位筆頭は同じく合区対象となった高知県出身の中西哲）。しかし、竹内は参議院比例区得票順位が党内20位に終わり、自民党の獲得議席が19議席であったことから次点での落選となった。竹内を含め鳥取県に住所を置く候補（比例区では竹内以外では民進党の鎌谷一也と共産党の岡田正和、鳥取・島根選挙区では福嶋浩彦）がそれぞれ落選したことにより、2016年参院選では47都道府県で唯一鳥取県に選挙地盤を持つ候補を比例区を含めて選出できない状態となった。竹内が獲得した8万7578票のうち、地元の鳥取県では2万6674票を獲得したのに対し、合区対象の島根県では1万1153票しか得られなかったことも自民党鳥取県連から問題視された。
2021年10月、高階恵美子参議院議員が第49回衆議院議員総選挙に比例中国ブロックから立候補したことによる議員退職（失職）に伴い、同月28日の中央選挙管理会の選挙会で次点である竹内の繰り上げ当選を決定した（当選の効力は官報告示の同月29日以降）。竹内の任期は2022年7月までとなる。
2021年12月、石破グループに入会。
2022年7月に行われる第26回参議院議員通常選挙に向けては、比例区の鳥取県連の特定枠候補者の公募に参加したが、同年2月の選考の結果、鳥取県議会議員の藤井一博に敗れたため、参院選には立候補しなかった。
2023年4月9日投開票の鳥取県議会議員選挙に鳥取市選挙区から無所属で出馬したが落選した。
2024年（令和6年）春の叙勲で旭日小綬章受章。

## 人物
- 座右の銘は「至誠通天（至誠天に通ず）」[3]。
- 全国市長会・副会長（2009年6月～2010年6月）。
- 全国特例市市長会・会長（2011年5月～）。

## 経歴

### 学歴
- 1951年（昭和26年） - 12月18日鳥取県鳥取市に生まれる
- 1964年（昭和39年） - 3月鳥取市立醇風小学校卒業
- 1967年（昭和42年） - 3月鳥取大学附属中学校卒業
- 1970年（昭和45年） - 3月鳥取県立鳥取西高等学校卒業
- 1974年（昭和49年） - 3月東京大学法学部卒業（法学士号取得）
- 1979年（昭和54年） - 6月米国ワシントン大学行政学大学院修了（行政学修士号取得）
- 2002年（平成14年） - 11月エクアドル国デル・パシフィコ大学より、名誉博士号を授与

### 職歴
- 1974年（昭和49年） - 4月建設省に採用される。（国家公務員上級甲法律職試験に合格）
- 1974年（昭和49年） - 建設省計画局総務課事務官
- 1976年（昭和51年） - 建設省河川局水政課係長
- 1977年（昭和52年） - 7月～1979年（昭和54年）6月国家公務員長期在外研究員として米国留学。
- 1980年（昭和55年） - 建設省住宅局市街地建築課課長補佐
- 1981年（昭和56年） - 建設省関東地方建設局総務部人事第一課長
- 1983年（昭和58年） - 島根県企画部土地対策課長
- 1984年（昭和59年） - 島根県総務部総務課長
- 1985年（昭和60年） - 島根県土木部管理課長
- 1987年（昭和62年） - 建設省大臣官房人事課課長補佐
- 1989年（平成元年） - 建設省建設経済局総務課建設専門官
- 1990年（平成2年） - 綿貫民輔建設大臣秘書官事務取扱
- 1991年（平成3年） - 建設大臣官房政策課企画官
- 1992年（平成4年） - 建設大臣官房政策課総括計画官
- 1993年（平成5年） - 建設省住宅局住宅企画官
- 1994年（平成6年） - 鳥取県企画部次長兼智頭急行株式会社総務部長
- 1995年（平成7年） - 鳥取県企画部長
- 1998年（平成10年）- 建設省住宅局民間住宅課長
- 1999年（平成11年）- 建設省住宅局総務課長
- 2001年（平成13年）- 国土交通省中国地方整備局副局長
- 2002年（平成14年）- 4月鳥取市長就任（1期目）
- 2006年（平成18年）- 4月鳥取市長就任（2期目）
- 2010年（平成22年）- 4月鳥取市長就任（3期目）
- 2014年（平成26年）- 4月市長退任後、鳥取市市政顧問に就任（2016年12月現在に至る）
- 2014年（平成26年）- 5月鳥取大学客員教授に採用（2016年12月現在に至る）
- 2014年（平成26年）- 6月学校法人大阪滋慶学園参与に任命（2016年12月現在に至る）
- 2014年（平成26年） - 9月福祉・医療のまちづくり研究会代表に就任（2016年12月現在に至る）
- 2014年（平成26年） - 11月NPO法人トラベルフレンズ・とっとり理事長就任（2016年12月現在に至る）
- 2015年（平成27年） - 8月一般社団法人鳥取・日光400年プロジェクト理事就任（2016年12月現在に至る）
- 2021年（令和3年） - 10月参議院議員繰り上げ当選。

## 住民投票に対する姿勢
鳥取市庁舎が老朽化の進行によって耐震強度が不足するようになったことから、耐震改修を実施するか、新築移転するかで論議となっていた。2012年5月に実施された住民投票では、耐震改修案が新築移転案を上回り、竹内は当初、住民投票結果を尊重するとしていたが、その後2013年になって、市議会で新築移転に方針転換することを表明した。これに対して耐震改修派の住民から「住民投票結果を軽視するものだ」との反発の声が多く上がっている。同年11月8日、竹内は旧市立病院跡地に約65億6000万円をかけて庁舎を新築する案を正式に表明。これに対し市民団体から「民意の無視だ」として批判が強まっていたが、その後就任した深澤市長も市庁舎新規移転推進派であり、市庁舎は新規移転された。

## 鳥取市長時代の主な業績と取り組み
- 貸工場方式、鳥取三洋電機跡地の購入など新しい手法で様々な業種の企業誘致を積極的に行い、雇用の場・地元企業の取引先の確保に実績を上げた。市自らが雇用のマッチングの体制を整え、求職希望者の就職支援で実績を上げた。鳥取県内で最も早くから人口増加対策に取り組み、総合的な移住定住対策を講じて効果を上げた。
- 鳥取県企画部長時代に設立を手がけた鳥取環境大学の公立大学化に、積極的に取り組んでその実現を図り大学の定員の充足と持続的発展を確保した。鳥取市医療看護専門学校（学校法人 大阪滋慶学園）の誘致を実現し、地元の高校生の医療看護系の進学先を地元に確保し、高まる医療・福祉人材のニーズに対応した。
- 鳥取県下で2番目となる、鳥取市自治基本条例を市町村合併後に定めて、新市の市政の基本ルールを明確にした。市内の61カ所の地区公民館毎に、新たに「まちづくり協議会」を結成し自治会を始め各種団体が連携して「協働まちづくり」を自主的に進められる体制を整えたが、実質、機能していない。
- 鳥取自動車道などの高速道路の整備・山陰本線の高速化・鳥取空港の5便化など交通基盤の整備促進に取り組み成果を上げた。鳥取砂丘に砂像を展示する砂の美術館を開設し砂丘観光に大きな実績を上げるとともに、山陰海岸ジオパークの世界ジオパークネットワークへの加盟を実現した。

## 受賞・栄典等
- 1992年4月 - 米国ボルチモア市名誉市民
- 2002年8月 - 姫路市特別名誉市民
- 2004年11月1日 - 総務大臣表彰（市町村合併の実現に対して）
- 2010年10月20日 - 法務大臣表彰（戸籍制度の充実発展に対して）
- 2013年
  - 6月5日 全国市長会会長表彰（地方自治の振興に対して）
  - 7月10日 国土交通大臣表彰（河川事業の推進に対して）
- 2014年10月1日 - 鳥取市長表彰（長年にわたる地方自治の発展に対して）
- 2024年 - 旭日小綬章[19]

## 著書
- 『地域について語る～21世紀の地域づくりへの提言～』（1999年 建設人社発行）
- 『鳥取力を高めよう～人を大切にするまちに～』（2010年 今井書店発行）
- 『建築行政における地区計画』　建設省住宅局内建築行政研究会（共著）（1981年 第一法規発行）